# شریک دلسوز
«شریک دلسوز» (انگلیسی: Tender Comrade) فیلمی در ژانر درام به کارگردانی ادوارد دمیتریک است که در سال ۱۹۴۳ منتشر شد.

## بازیگران
- جینجر راجرز
- رابرت رایان
- روت هاسی
- کیم هانتر
- پاتریسیا کالینج
- جین دارول